# HD 168607 y HD 168625
HD 168607 y HD 168625 son dos estrellas situadas en la constelación de Sagittarius a apenas 1 minuto de arco una de la otra y además muy cerca de la nebulosa Omega. Son demasiado débiles cómo para poderse ver a simple vista, pero están al alcance de cualquier telescopio.
La distancia de ambos astros se desconoce; para algunos autores las dos están a la misma distancia —y asociadas a la nebulosa antes mencionada—, y para otros no lo están, habiendo en este caso discrepancias considerables sobre cual está más cerca o más lejos de dicha nebulosa.

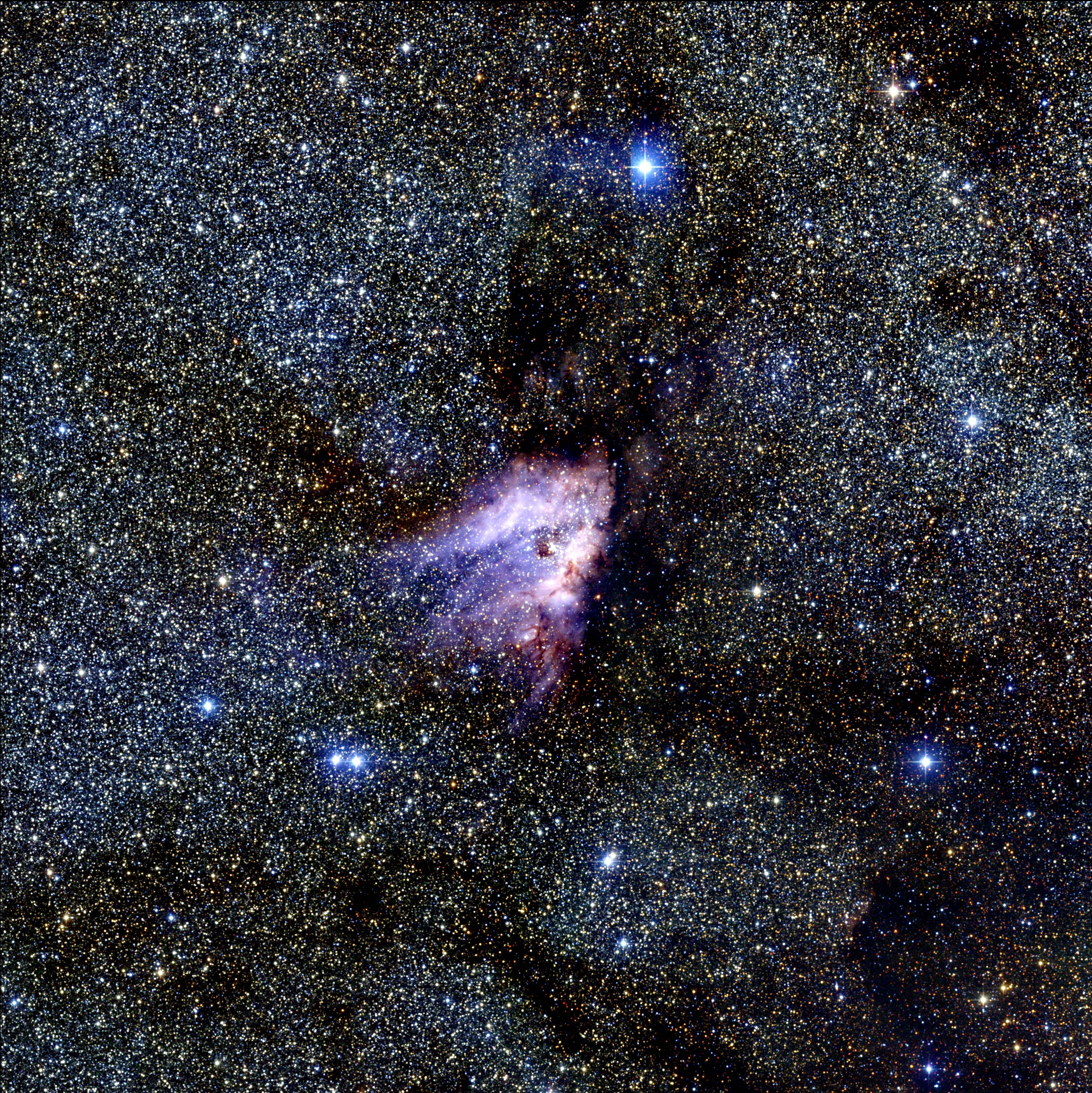
Imagen en infrarrojo de la nebulosa Omega. HD 168607 y HD 168625 son las dos estrellas brillantes situadas una muy cerca de la otra, abajo a la izquierda de la nebulosa.

En lo que sí están todos de acuerdo es en que son sendas estrellas hipergigantes, y además variables azules luminosas que han dejado atrás la fase de supergigante roja —aunque algunos autores consideran a la segunda cómo no perteneciente a esa clase de estrellas, sino cómo "durmiente" al experimentar únicamente un cambio de su tipo espectral y por la presencia de una nebulosa a su alrededor de la que se habla abajo—.
Sus respectivos tipos espectrales son B9 y B6, y sus luminosidades respectivas son, asumiendo una distancia de 2,2 kiloparsecs para HD 168607 y de 2,8 kiloparsecs para HD 168625, de 240.000 veces y 860.000 veces de la del Sol, por lo que la primera es una variable luminosa azul de bajo brillo comparable a HD 160529 y la segunda además una de las estrellas más luminosas de la Vía Láctea (aunque otras estimaciones la sitúan a una distancia de apenas 1,2 kiloparsecs haciéndola "sólo" 170.000 veces más brillante que nuestra estrella y una de las variables luminosas azules menos brillantes que se conocen).
HD 168625 es de especial interés por haberse descubierto la presencia a su alrededor de dos nebulosas que han sido estudiadas en detalle mediante el telescopio espacial Hubble y el telescopio espacial Spitzer: una interna de forma anular que se cree pudo haber sido expulsada por ella en un episodio de variable luminosa azul hace 1000 años, y otra exterior más del doble de grande cuya forma es bipolar y recuerda a la de un reloj de arena que pudo haber sido expulsada en otro episodio hace 4000 años. Sobre la base de la presencia de esta última se ha considerado la posibilidad de que la estrella precursora de la supernova 1987A en la Gran Nube de Magallanes hubiera sido también una estrella variable luminosa azul, e incluso la de que esta estrella pueda estallar como supernova en un futuro cercano.